# Вялов, Степан Ефимович
Степан Ефимович Вялов (1875—1915) — русский военный деятель, генерал-майор Генерального штаба (1916; посмертно). Герой Первой мировой войны, смертельно ранен в бою.

## Биография
В службу вступил в 1894 году после окончания Сибирского кадетского корпуса. В 1896 году после окончания Константиновского артиллерийского училища по I разряду произведён в подпоручики и выпущен в Туркестанскую артиллерийскую бригаду.
В 1899 году произведён в поручики. В 1902 году после окончания Николаевской военной академии по I разряду произведён в штабс-капитаны — ротный командир 1-го Ташкентского резервного батальона. В 1904 году произведён в капитаны — старший адъютант штаба 1-го Туркестанского армейского корпуса. В 1908 году произведён в подполковники — штаб-офицер для поручений при штабе и старший адъютант штаба Иркутского военного округа. С 1909 года помощник делопроизводителя Главного управления Генерального штаба. С 1911 года полковник — преподаватель Владимирского военного училища.

С 1914 года участник Первой мировой войны — старший адъютант Отдела генерал-квартирмейстера штаба 2-й армии. Высочайшим приказом от 8 ноября 1914 года за храбрость награждён Георгиевским оружием: 
Старшему адъютанту Отдела генерал-квартирмейстера штаба 2-й армии Генерального штаба полковнику Степану Вялову, за то, что, в ходе боев в Восточной Пруссии оказался в окружении в Комуссинском лесу, откуда выбрался с группой штаба армии проявив геройство и храбрость
С 11 ноября 1914 года участник Лодзинской операции — начальник оперативного отдела штаба 2-й армии. С 29 декабря 1914 года командир 306-го Мокшанского пехотного полка. В 1915 году в бою под Перемышлем получил смертельное ранение и был захвачен в плен, 22 октября 1915 года умер от ран в госпитале в Будапеште. Высочайшим приказом от 16 апреля 1916 года за боевые отличия посмертно произведен в чин генерал-майора.

## Награды
- Орден Святого Станислава 3-й степени (ВП 1905)
- Орден Святой Анны 3-й степени с мечами и бантом (ВП 1904)
- Орден Святого Станислава 2-й степени (ВП 06.12.1909)
- Орден Святой Анны 2-й степени (ВП 06.12.1913)
- Орден Святого Владимира 4-й степени с мечами и бантом (ВП 1906; Мечи — ВП 15.02.1915)
- Георгиевское оружие (ВП 08.11.1914)
- Орден Святого Владимира 3-й степени (ВП 27.04.1915)